# Бранци
Бранци (итал. Branzi) је насеље у Италији у округу Бергамо, региону Ломбардија.
Према процени из 2011. у насељу је живело 597 становника. Насеље се налази на надморској висини од 836 м.

## Становништво
| 1931. | 1936. | 1951. | 1961. | 1971. | 1981. | 1991. | 2001. | 2011. |
| ----- | ----- | ----- | ----- | ----- | ----- | ----- | ----- | ----- |
| 1.068 | 832   | 1.035 | 962   | 903   | 877   | 813   | 761   | 732   |